# Theroscopus shanaensis
Theroscopus shanaensis är en stekelart som först beskrevs av Tohru Uchida 1936.  Theroscopus shanaensis ingår i släktet Theroscopus och familjen brokparasitsteklar. Inga underarter finns listade i Catalogue of Life.